# 新日本学園
新日本学園（しんにほんがくえん）は神奈川県川崎市中原区にある児童養護施設である。敷地面積は3,465平方メートルにおよび、定員は60名となっている。

## 沿革
昭和11年5月、少年保護を目的として東京市麻布区桜田町に、創業者島田幹一の自宅にて開設された。開設当初の名称は興亜学院であった。
昭和14年に司法少年保護団体として司法省の認可を受け、終戦直後の昭和20年8月に現在の名称に改名した。

## 所在地
川崎市中原区木月伊勢町3－3